# Christian Uhlig (Bildhauer)

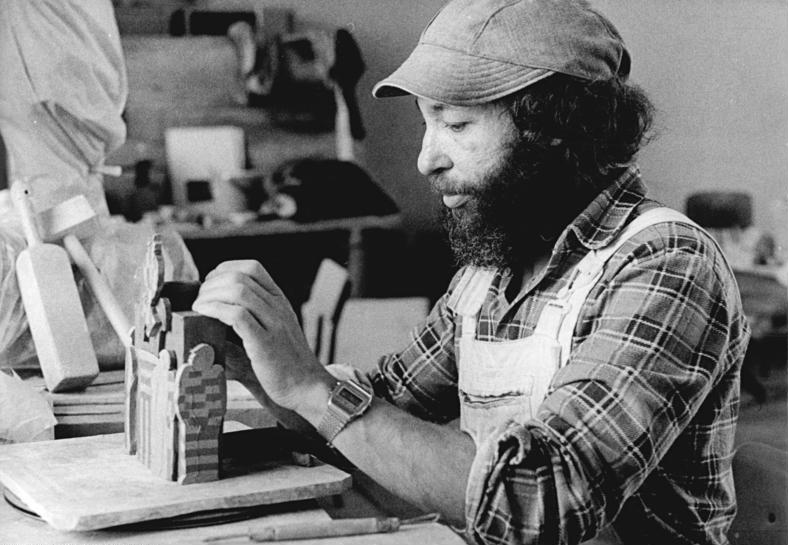
Christian Uhlig, 1987

Christian Uhlig (* 1944 in Dresden) ist ein deutscher Baukeramiker und Plastiker.

## Leben und Werk
Uhlig absolvierte eine Lehre als Fliesenleger und Keramikformer und studierte von 1962 bis 1965 Baukeramik an der Fachschule für angewandte Kunst Heiligendamm. Bis 1969 arbeitete er als Fliesenlegemeister und Werbeleiter. Von 1970 bis 1976 war er technischer Assistent am Institut für baubezogene Kunst Berlin, seitdem arbeitet er freiberuflich. 1977 erwarb er an der Kunsthochschule Berlin-Weißensee das Diplom als Keramiker. Er war bis 1990 Mitglied des Verband Bildender Künstler der DDR und ist seitdem Mitglied des Brandenburgischen Verbandes Bildender Künstler e. V. (BVBK). Uhlig lebt seit 1999 in der Uckermark. Sein Atelier befindet sich in Angermünde nahe dem Franziskanerkloster. 1984 war er Teilnehmer am 4. Internationalen Keramiksymposium in Römhild.

## Werke
- Skulpturengruppe „Baumträume“ am Schmollerplatz in Berlin-Alt-Treptow (1979)
- Marktbrunnen in Angermünde (1997)
- Skulpturengruppe „Zeitreise“ in Wittenberge (2001)
- „Kleinstadtgeschichte“ in Altlandsberg (2004)
- Marktbrunnen in Schmölln (2005)
- „Der Cottbusser Postkutscher“ in Cottbus (2006)
- Kleiner Brunnen am Napoleonbogen in Lübben
- „GeschlossenOffen“ im Kaisergarten in Angermünde
- „Geschichte ohne Ende“ an der Franziskaner Klosterkirche in Angermünde

Marktbrunnen in Angermünde
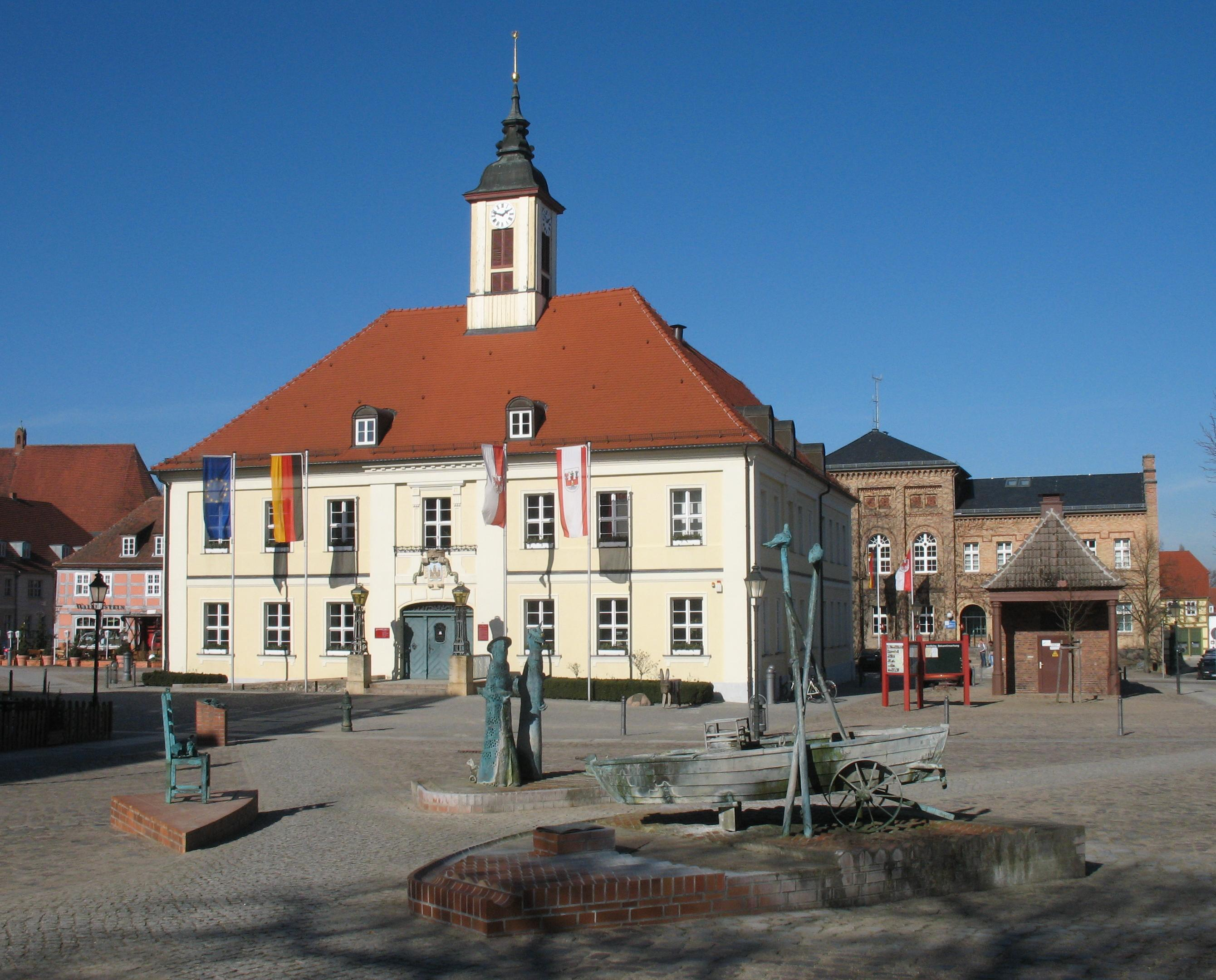
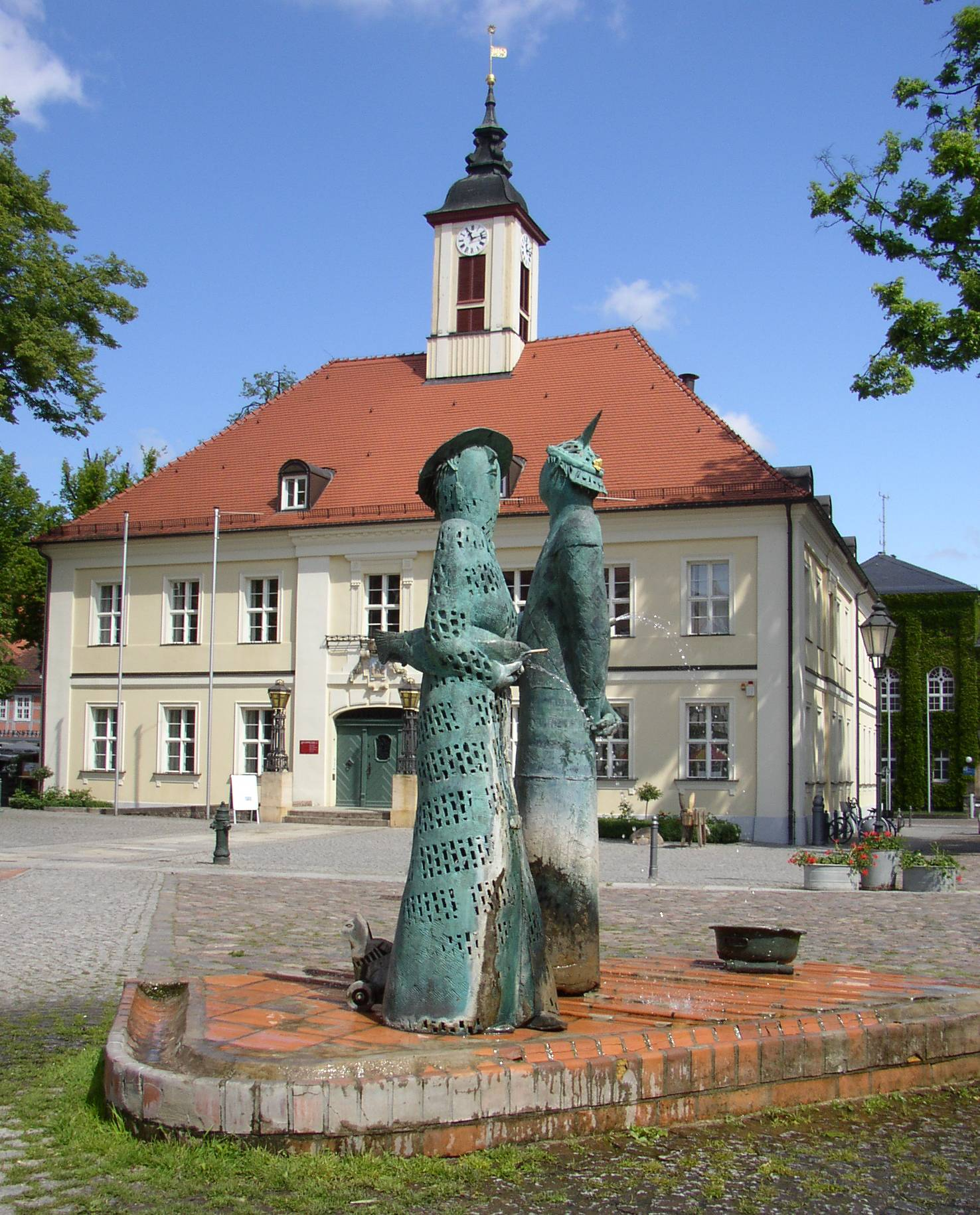
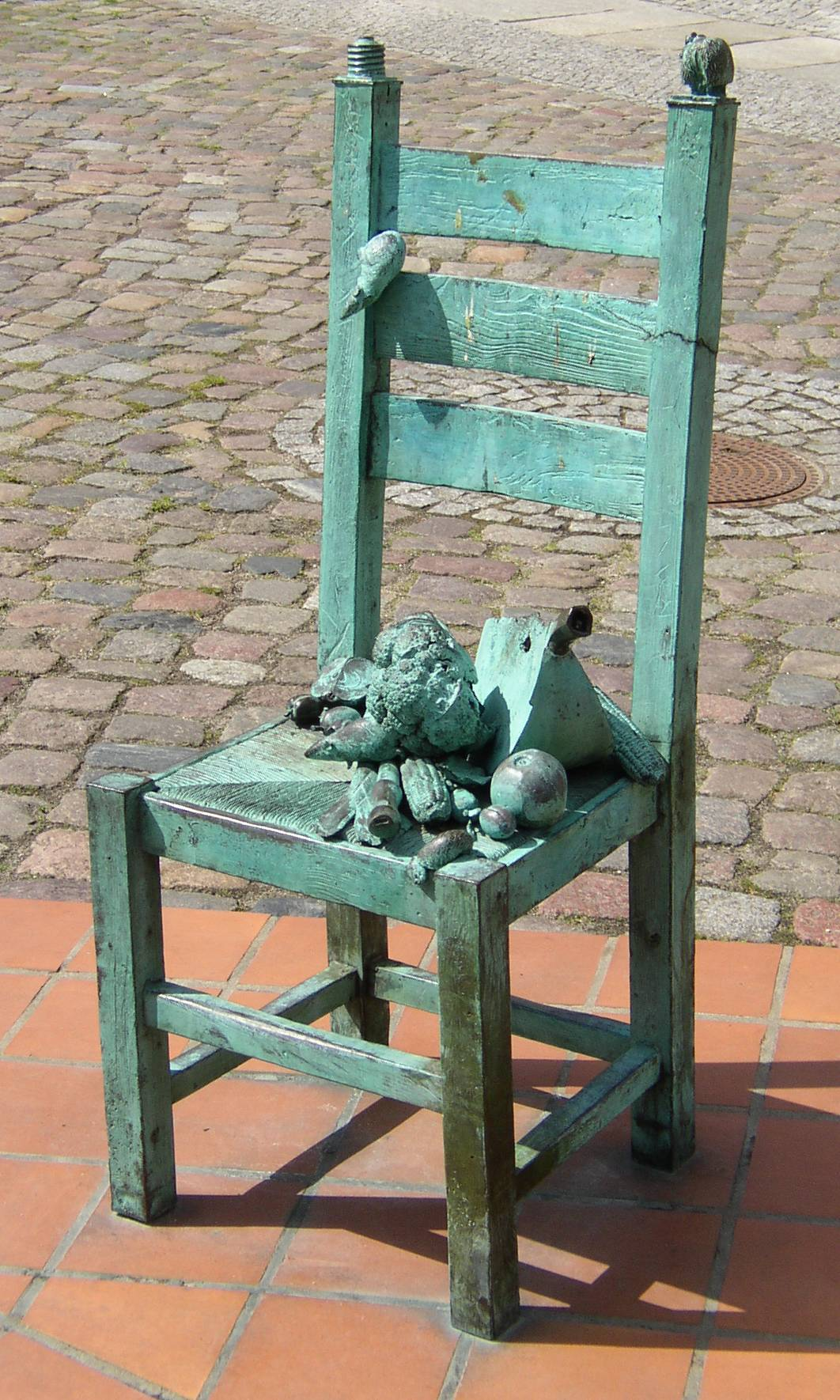
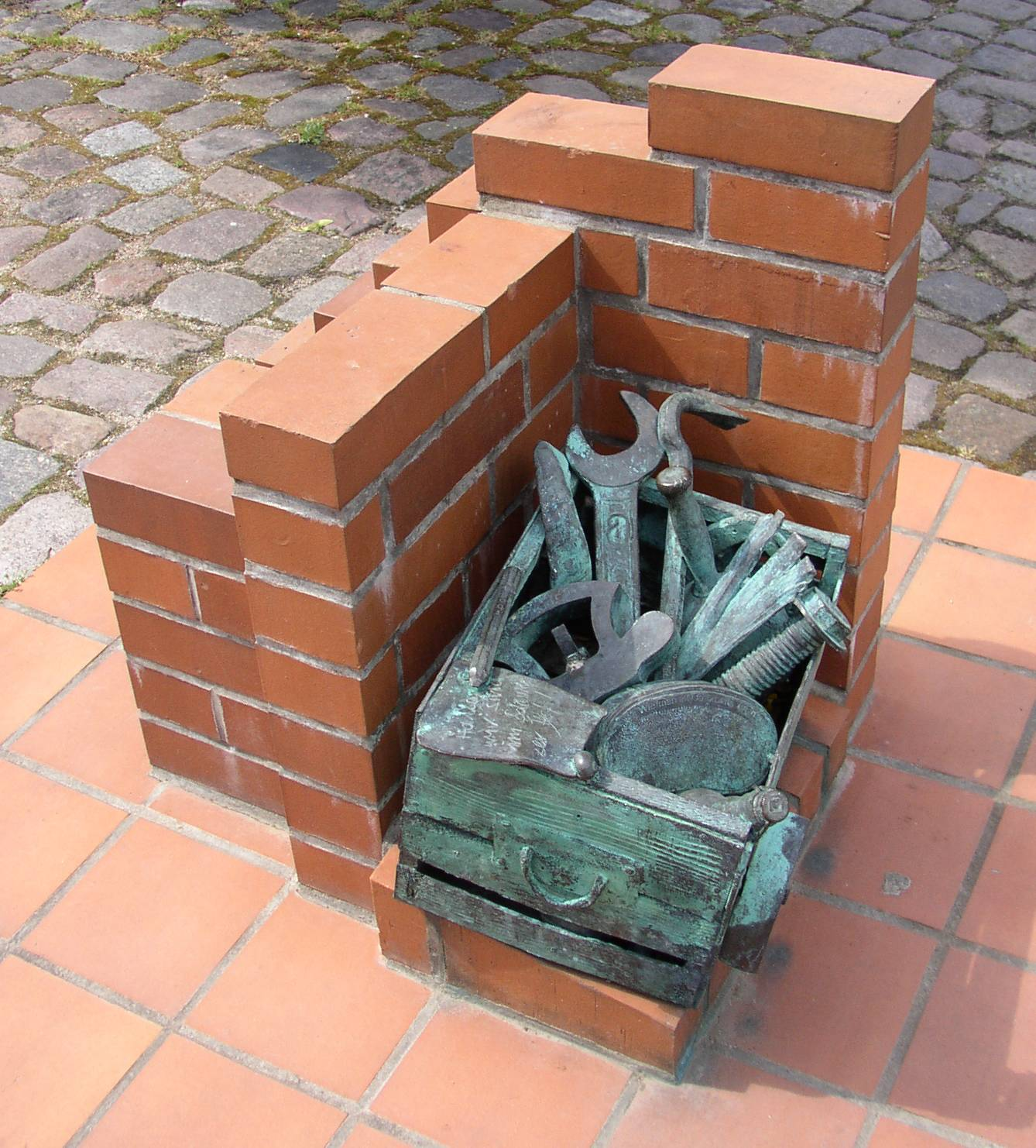
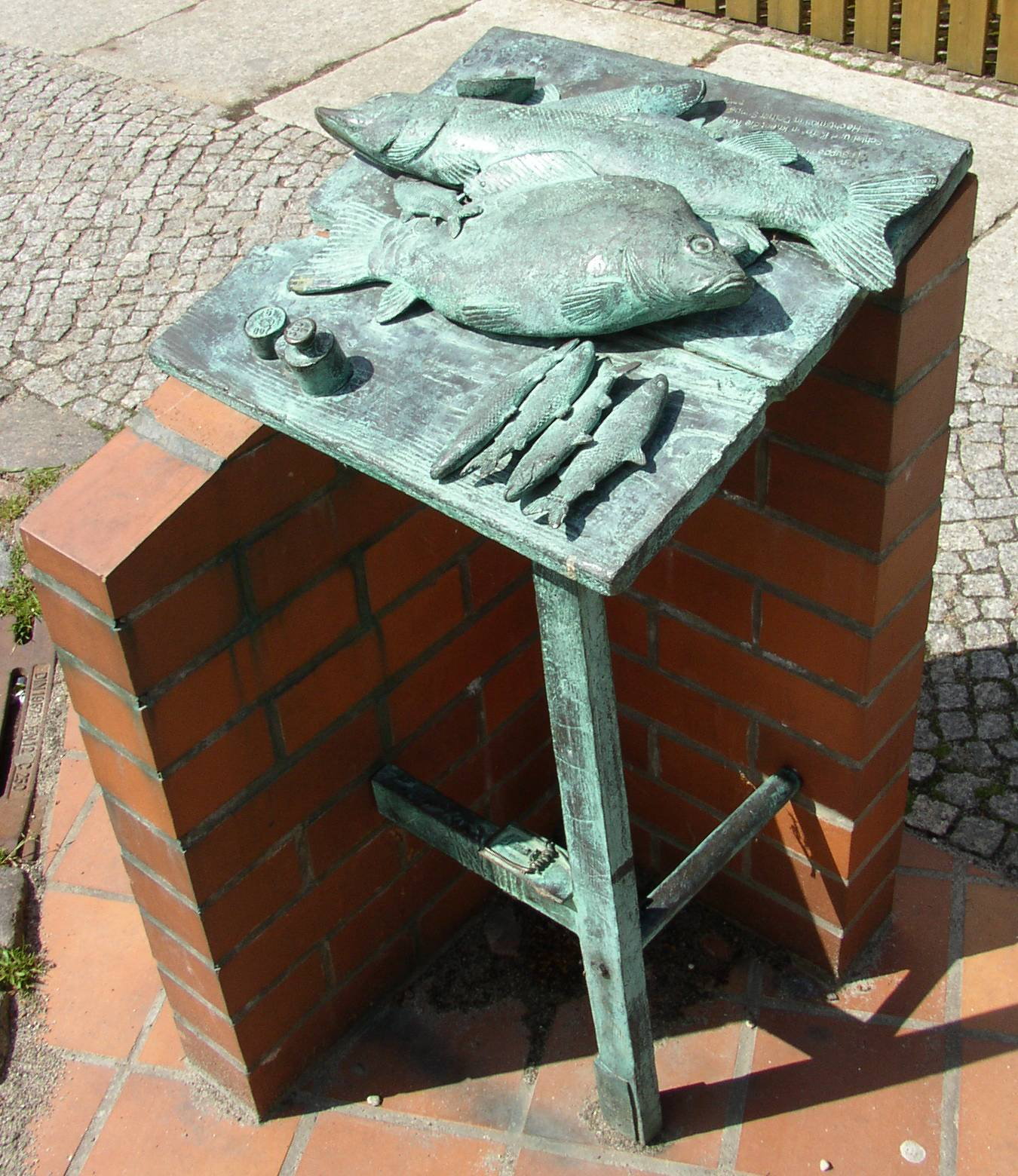
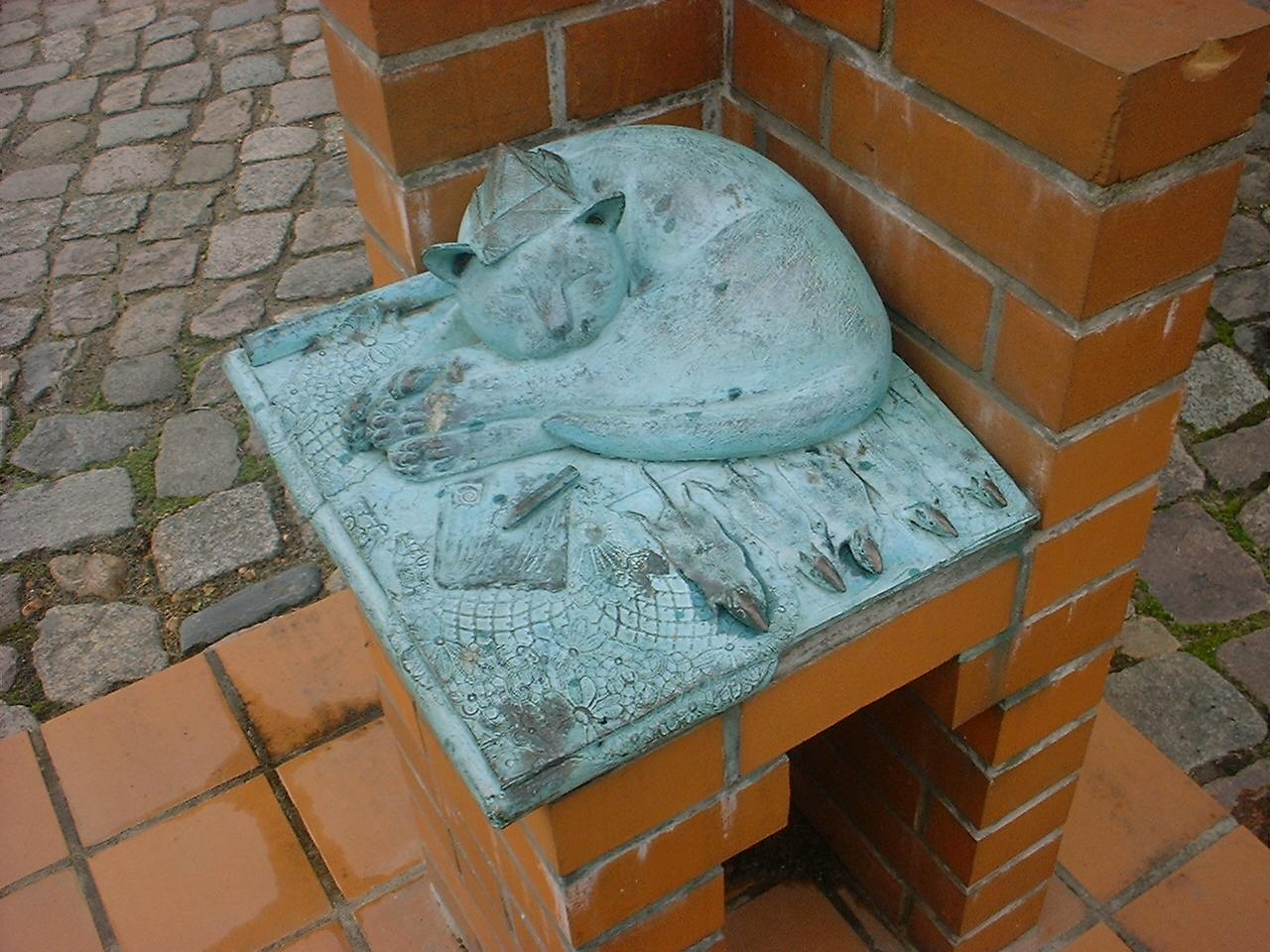

Weitere Werke
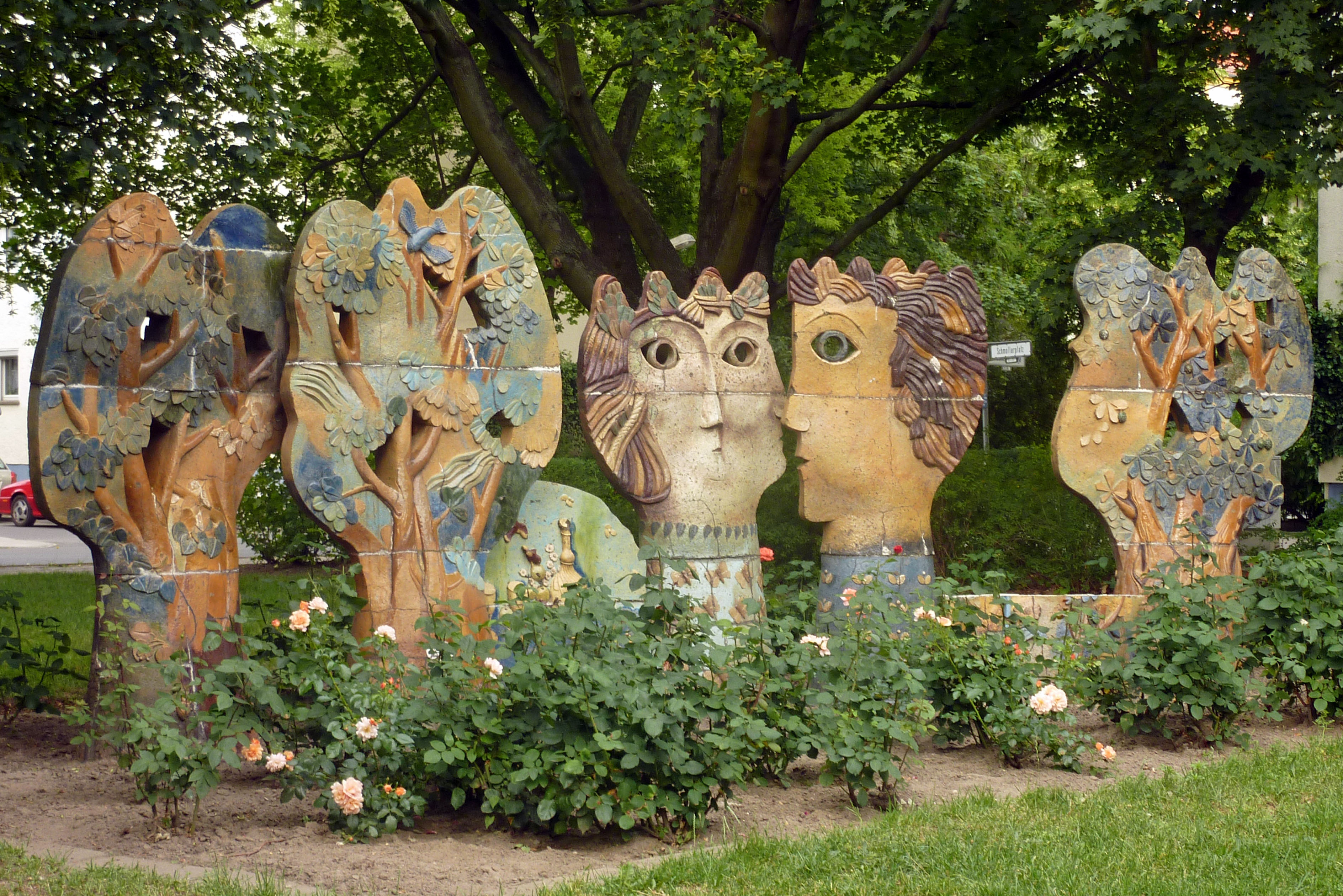
„Baumträume“ in Berlin-Alt-Treptow
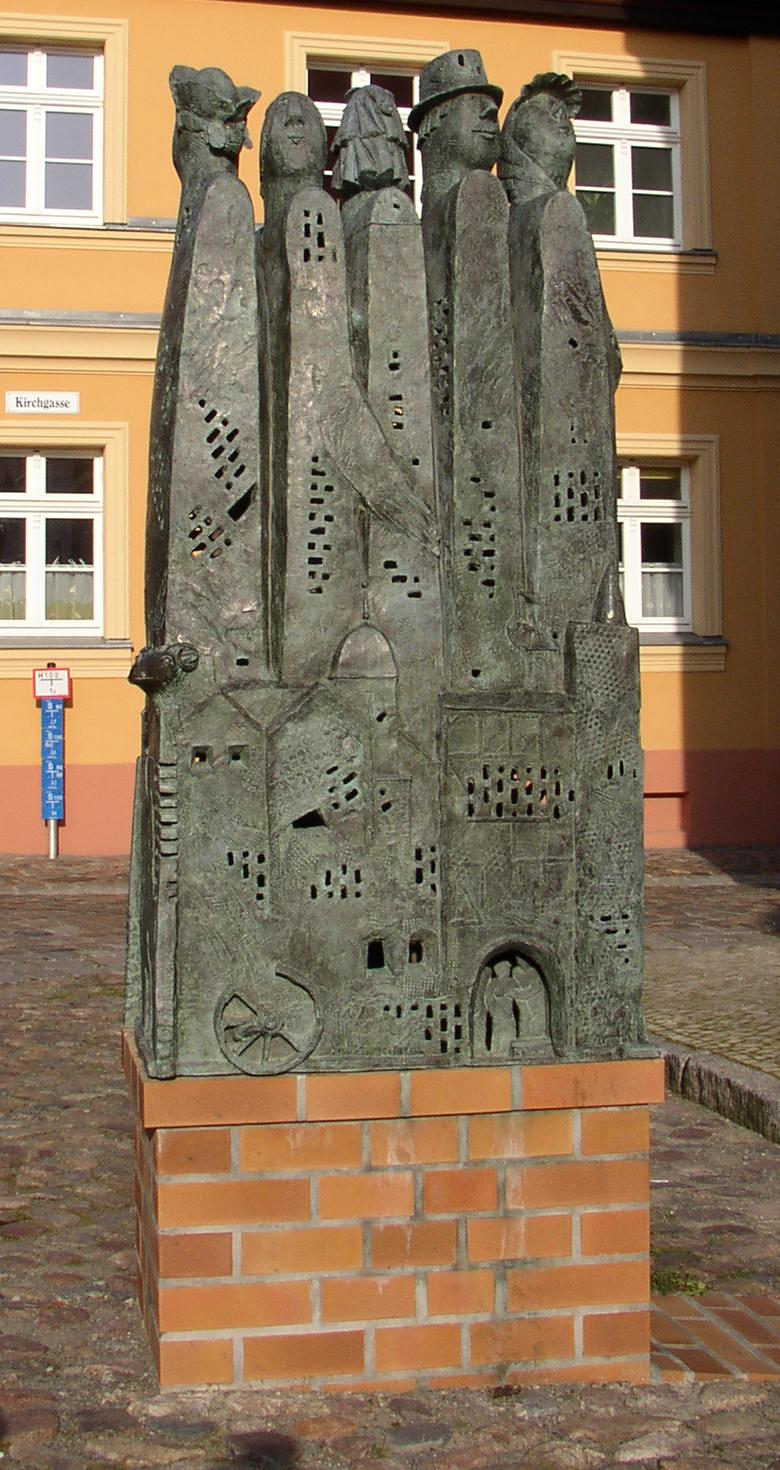
„Kleinstadtgeschichte“ in Altlandsberg
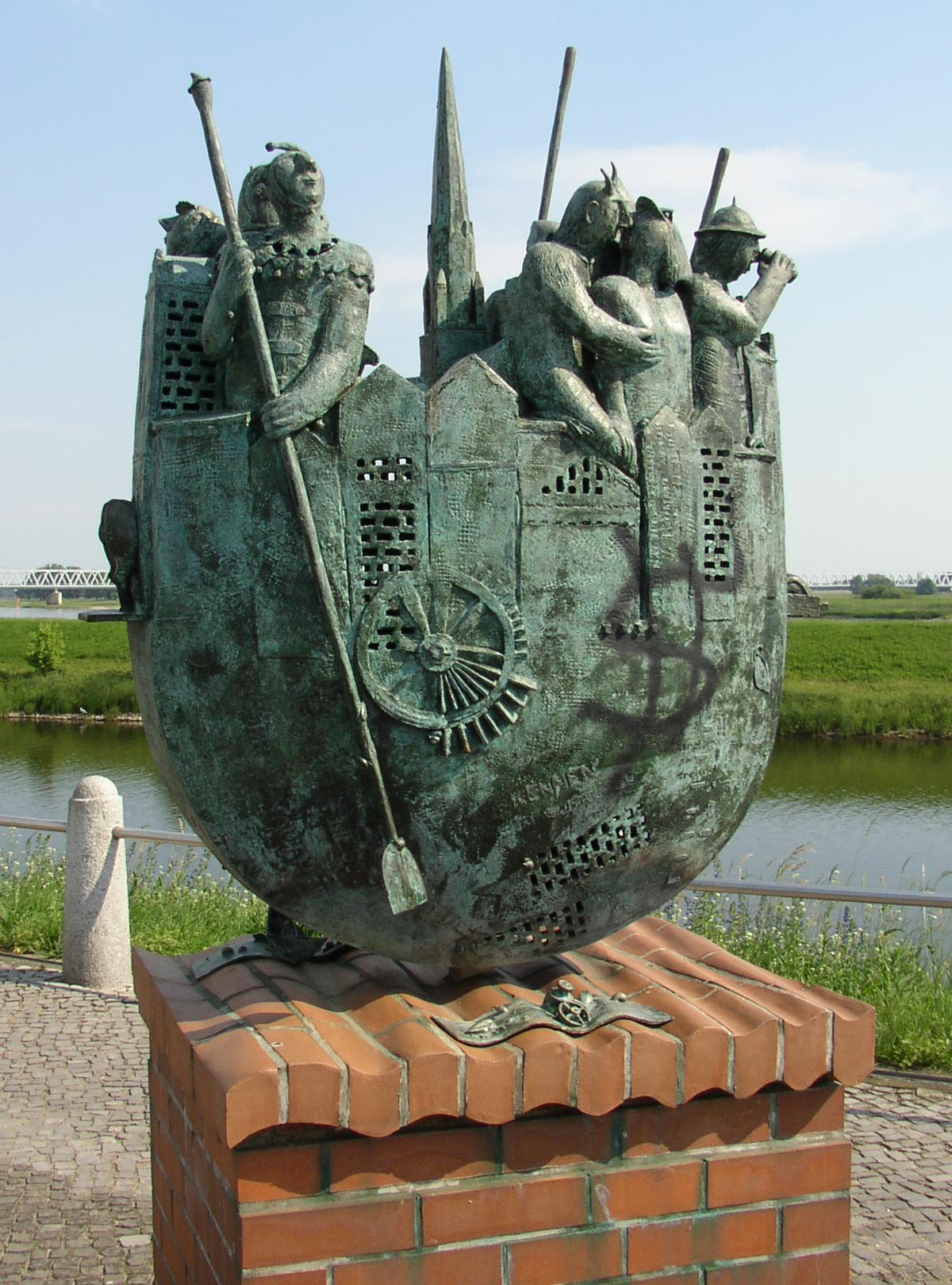
„Schaukelschiff“ der „Zeitreise“ in Wittenberge
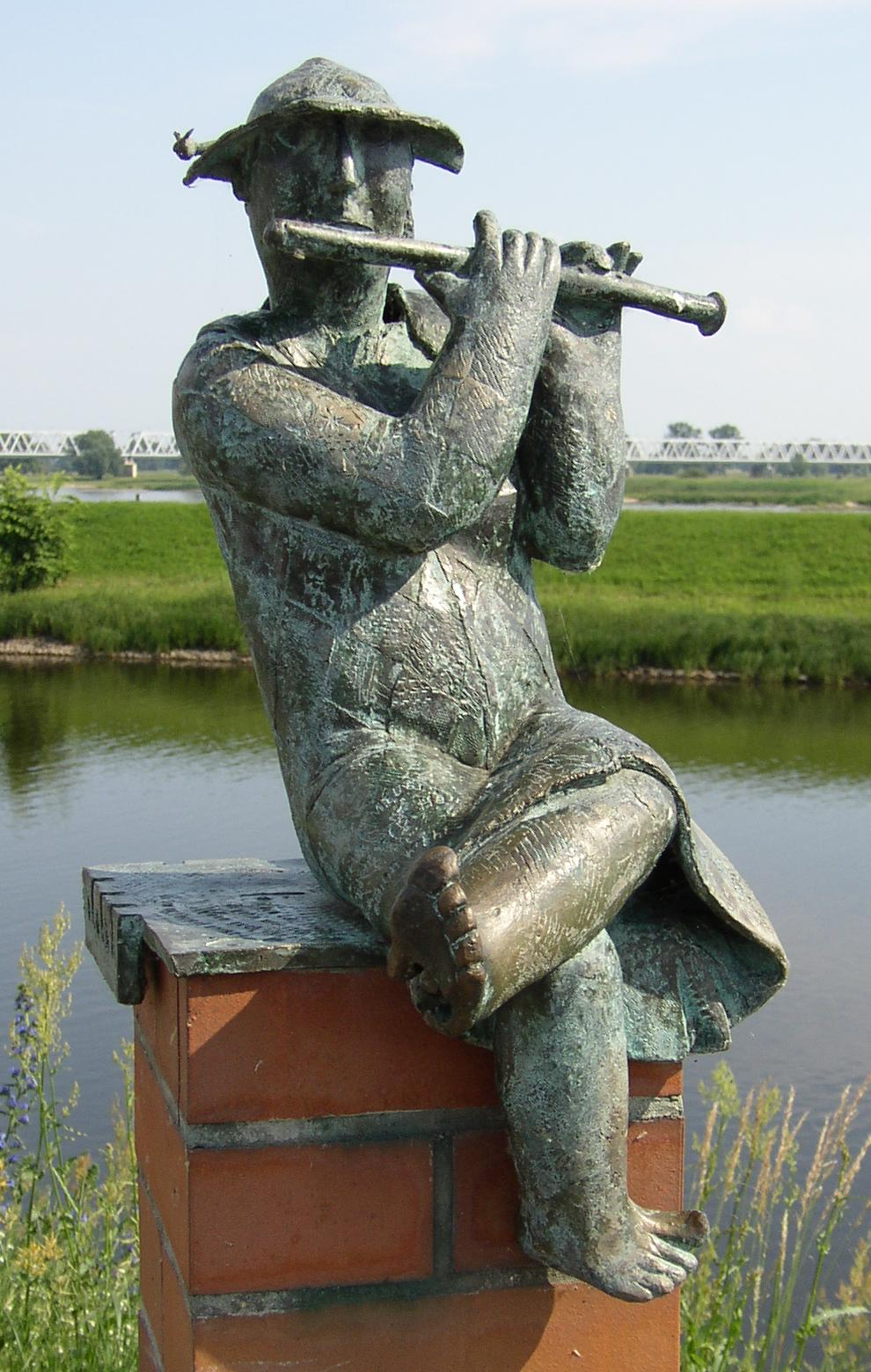
„Flöstistin“ der „Zeitreise“ in Wittenberge
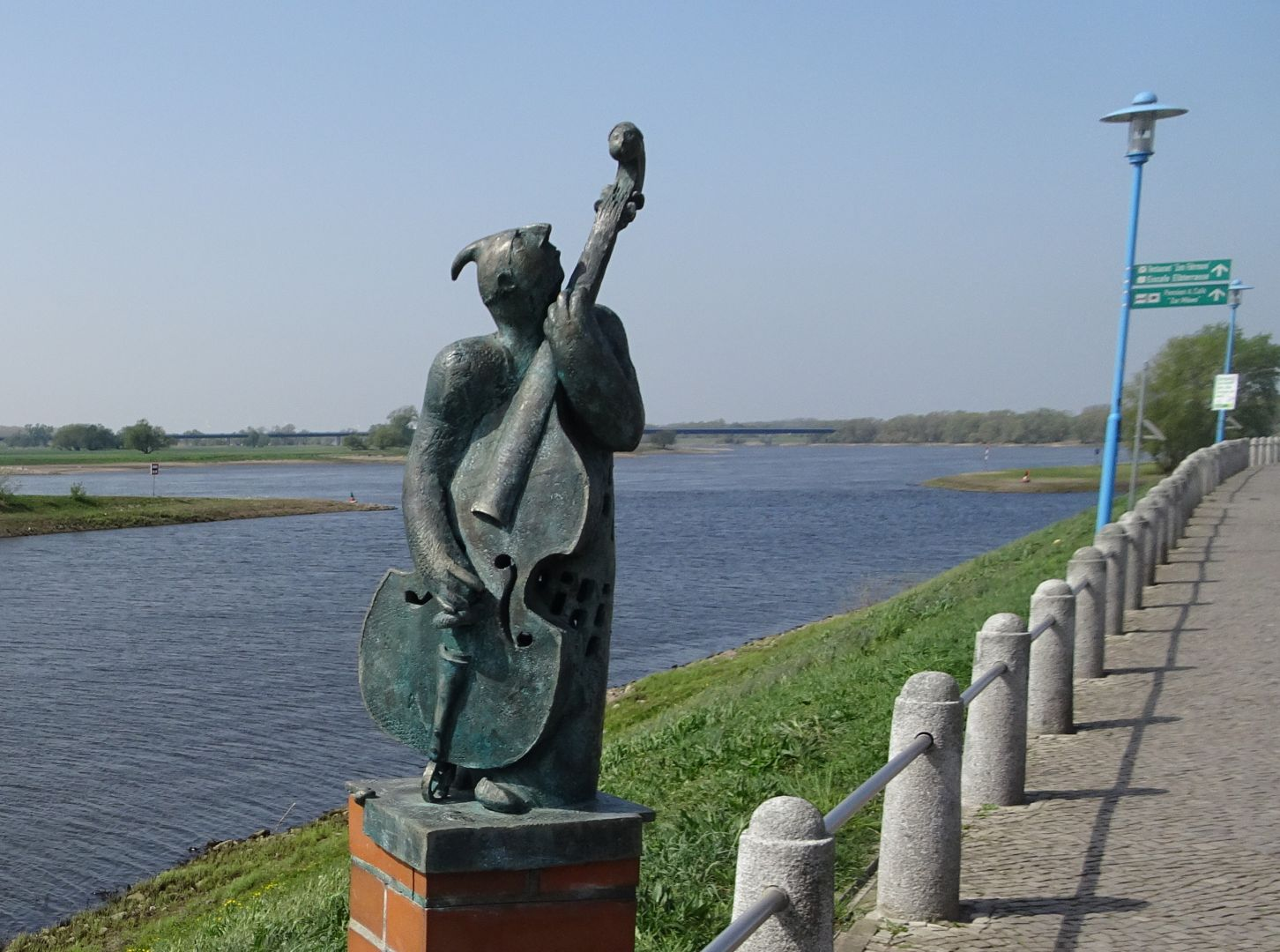
„Cellist“ der „Zeitreise“ in Wittenberge
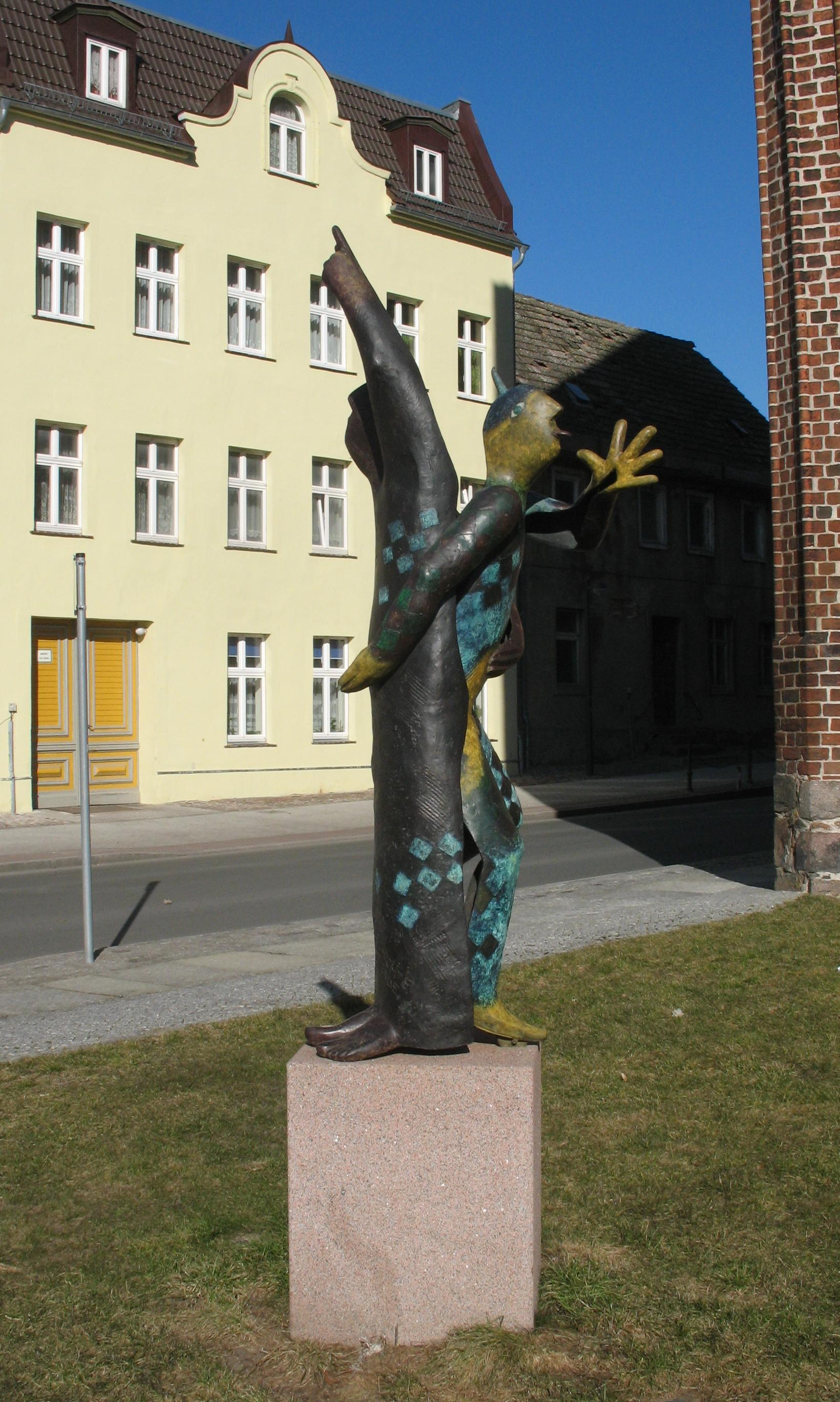
„Geschichte ohne Ende“ in Angermünde
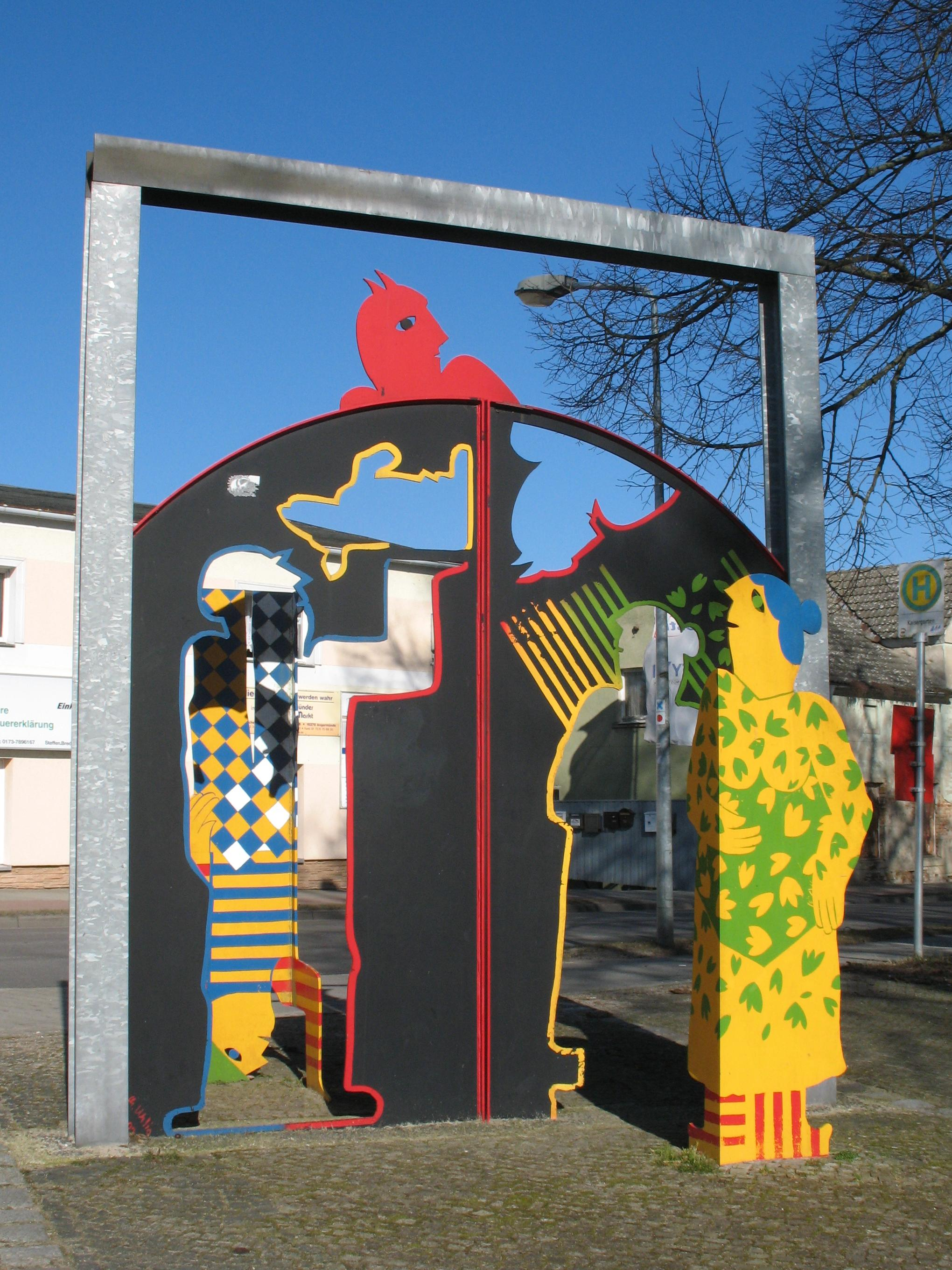
„GeschlossenOffen“ in Angermünde

## Teilnahme an zentralen und wichtigen regionalen Ausstellungen in der DDR
- 1976 und 1985: Berlin, Bezirkskunstausstellungen Kunsthandwerk/Design
- 1982/1983: Dresden, IX. Kunstausstellung der DDR